# Josep Elias i Verdaguer
Josep Elias i Verdaguer (Moià 1690 – Madrid 1771) va ser un organista català i compositor en la tradició tiento o verset, eclesiàstic i col·leccionista d’art.
Elies representa un pont entre dues èpoques equidistants de l'estil contrapuntístic lligat a l'estètica de l'orgue ibèric del segle XVII i de l'estil de la melodia acompanyada de l'època galant. La difusió de les seves obres en partitures manuscrites trobades arreu de Catalunya i de la penínusla Ibèrica testimonien el prestigi i la influència que va gaudir en la seva època.

## Biografia
Va estudiar intensivament les obres de Cabanilles, i podria haver sigut alumne d'organistes barcelonins amb elevat renom com Gregori Closells (Santa Maria del Mar), Francesc Llussà i Joan Ros (Nuestra Señora del Pi).
Molt probablement va tenir els seus primers contactes amb la música a l'església de Moià, on, ja des d’almenys principis del segle xvi, hi havia un orgue d’una certa importància i una petita capella de música. El 1712, segurament després d’obtenir la llicenciatura d’orgue a Barcelona, va guanyar les oposicions a organista del convent de Sant Pere de les Puel·les, on va estar fins al 1715, en què va passar a ser-ho de la parròquia dels Sants Just i Pastor. És durant aquesta època que pertanyen algunes composicions de repertori en versos per a orgue que van ser copiats pel seu alumne Antonio Català.
El 18 de juny de 1725 Josep Elias fou nomenat Capellán de Su Majestad y Organista principal de la Real Capilla de las Señoras Descalzas de Madrid, càrrec que va ocupar fins al 1755 aproximadament. Tant a Barcelona com a Madrid, Josep Elias va compondre almenys 527 obres de diferents tipus i durada, essent la gran majoria petites peces per acompanyar les diferents funcions litúrgiques. La seva obra destaca per la seva renovació de la música religiosa del segle xviii i adquireix una gran importància pel seu contingut pedagògic dins aquest moviment renovador.
Al llarg dels anys de la seva estada a Madrid, va reunir una important col·lecció de pintura, que després de la seva mort va quedar dipositada al Cambril de la Mare de Déu de la Misericòrdia de Moià. Ja retirat de la seva activitat musical, Josep Elias va morir a Madrid el 18 de febrer de 1771.

## Obra
Josep Elies va destacar en el gènera organístic dels versetes i el tiento, més desenvolupat i conegut, amb més de vint exemplars plens i partits, com també els passos i altres formes contrapuntístiques. Elies va utilitzar la nova forma de sonata binària, que sempre titulà tocata, com les que es conserven a Montserrat; un recull amb dotze obres que inclouen un preludi, una fuga i dues tocates. Aquestes obres es mantenen una evident analogia amb peces d'Antoni Soler i Sebastián de Albero, dos autors d'una generació posterior que es varen confessar deutors seus.
A Bolonya s'han conservat, sota el nom de Giuseppe Elias, un conjunt de sis duets de cambra per a soprano i baix, amb acompanyament continu. Els textos, en italià, són de gènere líric i de temàtica amorosa.
Al catàleg de les obres que posseïa Blasco de Nebra, redacte pels seus hereus, es diu que vint obres d'orgue eren d'Elías. Soriano Fuertes afirma que arriben a 74 i Pedrell assegura que en va veure moltes i que posseïa algunes soltes a part d'una de les principals col·leccions.
El pare Soler notifica a la seva clau de la modulació, que quan era escolà a Montserrat, als seus tretze i catorze anys, va aprendre 24 obres d'orgue d'Elies, repertori de moda en aquell monestir. La recensió de les seves obres, que encara queda oberta en alguns arxius catalans com Montserrat i Canet (Girona), suma un total de 527 números dels quals 466 són versos. Tots són manuscrits, recopilats per deixebles seus, dels quals sobresurten Antonio Català i Esteban Maronda. El pare Soler no va veure impresa cap de les seves composicions.
Generalment, els organistes es limitaven a escriure amb funció pedagògica per complaure el desig dels seus deixebles interessats per aquelles composicions que reunien per al cultiu de la seva professió: “Per haver-se escrit únicament per tal que els professors principiants d'aquesta facultat tinguin llum i guia per aprendre a tocar solt i seguir un pas pels termes conduents del to amb la més perfecta i natural modulació”. (M 709,1)